# Jogchum Schuur
Jogchum Schuur (Finsterwolde, 19 juli 1977) is een Nederlandse zanger.
Schuur begon zijn carrière in het Duo Nooitgedacht samen met Jacob Werkman. Later zong hij samen met Sylvia en in de Marry Boys Band. In 2005 besloot hij te kiezen voor een solocarrière. In 2006 won Schuur de talentenjacht Talent van het Noorden. De prijs was een platencontract bij Maura Music. Hij bracht in 2007 de sinlge Spreek me niet van liefde uit.